# Leptodactylodon mertensi
Leptodactylodon mertensi és una espècie de granota que viu al Camerun.
Està amenaçada d'extinció per la pèrdua del seu hàbitat natural.